# Borough
Een borough is een politieke verdeling die van oorsprong in Engeland wordt gebruikt. Het Schotse equivalent is burgh. Het zuiden van Engeland gebruikt bury als uitgang voor sommige plaatsnamen, maar -borough werd meer in de Midlands gebruikt. -bury wordt in New England gebruikt, en -burg meer in het Amerikaanse zuiden en westen. Een spellingsvariant is Brough, gewoonlijk uitgesproken als bruh.
Door heel Engeland wordt borough uitgesproken als burruh of bruh, en burgh als bruh. In Schotland worden zowel borough als burgh uitgesproken als burra. In de Verenigde Staten wordt borough uitgesproken als burrow of borrow. 
Het woord stamt af van het Oudengelse woord burh, dat versterkte stad betekent (verwant met het Nederlandse burg).

## Boroughsin het Verenigd Koninkrijk
De status van borough in het Verenigd Koninkrijk wordt verleend door royal charter aan lokale regeringsdistricten in Engeland, Wales en Noord-Ierland. De status is puur een eretitel en verleent geen extra bevoegdheden aan de districtsraad of inwoners van het district. In Schotland stonden vergelijkbare gemeenschappen met charter bekend als royal burgh, hoewel de status niet langer wordt toegekend.
Tot de hervormingen van de lokale overheid van 1973 en 1974, waren boroughs plaatsen met een oprichtingscharter die hun aanzienlijke bevoegdheden verleenden en waarbij ze bestuurd werden door een gemeentebestuur onder leiding van een mayor (burgemeester). Tegen de tijd van hun afschaffing waren er drie soorten:
- county boroughs
- municipal of non-county boroughs
- rural boroughs

Veel van de oudere boroughs hadden een oprichtingsakte middels een middeleeuws charter of waren boroughs met Angelsaksisch handvest. De meeste recentere boroughs, na 1835 toegekend, waren nieuwe industriële, residentiële of voorstedelijke plaatsen die tot groei waren gekomen na de industriële revolutie. Boroughs kunnen ook de status van stad (city) hebben.
De status van borough impliceert niet langer een grotere plaats of een stedelijk gebied. Buiten Groot-Londen wordt de status van borough gewoon toegekend aan een district krachtens de bepalingen van artikel 245 van de Local Government Act van 1972. Die houden in dat een districtsraad  een verzoekschrift kan indienen bij de koning voor een charter dat de status van borough verleent. De resolutie moet de steun van ten minste twee derde van de raadsleden hebben. Na ontvangst van de petitie kan de vorst, op advies van de Privy Council, een charter verlenen waarop:
- het district een borough wordt
- de districtsraad (district council) de borough council wordt
- de voorzitter en de vicevoorzitter van de raad het recht verkrijgen op de ambtstitels van burgemeester (mayor) en locoburgemeester (deputy mayor) van de borough, behalve in districtsraden die volgens de Local Government Act 2000 een gekozen burgemeester hebben.

Londen is opgedeeld in 32 boroughs (plus de City of London, die niet als borough geldt). Southwark, het historische deel van het district met dezelfde naam, wordt ook wel The Borough genoemd maar is feitelijk een wijk.

## Boroughsin Canada
In Quebec wordt de term borough gebruikt als de Engelse vertaling voor arrondissement en verwijst het naar wat in België een stadsdistrict en in Nederland een stadsdeel zou heten. Het gaat over stadsdelen die een apart bestuursniveau vormen. Acht gemeenten in Quebec zijn verdeeld in boroughs of arrondissements.
Tot 1998 bestond de agglomeratie rond Toronto uit de City of Toronto zelf en vijf omliggende gemeenten (East York, Etobicoke, North York, Scarborough en York) die met de term boroughs werden aangeduid. Op 1 januari 1998 werd al deze zes gemeenten samengevoegd tot een nieuwe City of Toronto en sindsdien wordt de term borough niet meer gebruikt.

## Boroughsin de Verenigde Staten

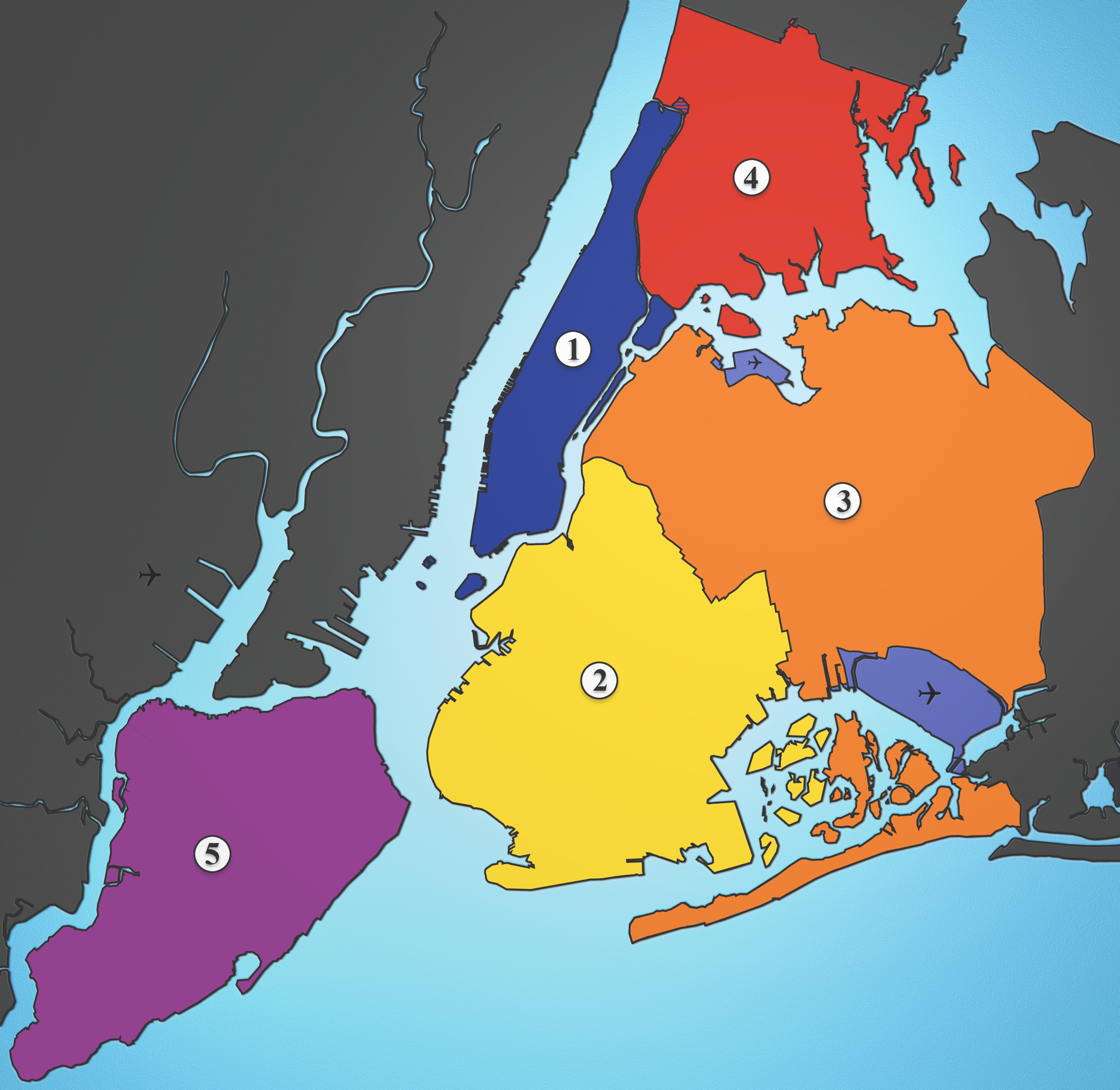
De vijf boroughs van New York:
Manhattan
Brooklyn
Queens
The Bronx
Staten Island

New York is opgedeeld in vijf boroughs (soort stadsdelen): Manhattan, The Bronx, Queens, Brooklyn en Staten Island.
Alaska is in tegenstelling tot de andere 49 staten van de Verenigde Staten verdeeld in boroughs (de meeste andere staten zijn verdeeld in county's).